# Muhammad ibn Ibrahim al-Fazari
Muḥammad ibn Ibrāhīm al-Fazārī (in arabo عبد الله محمد بن إبراهيم بن حبيب الفزاري‎?, ʿAbd Allāh b. Muḥammad b. Ibrāhīm b. Ḥabīb al-Fazārī; Kufa, ... – Baghdad, 796 o 806) è stato un astronomo, filosofo e matematico arabo attivo alla corte del califfo abbaside al‐Manṣūr.
Figlio di Ibrāhīm al-Fazārī, anch'egli astronomo e matematico, attivo nella corte califfale dell'abbaside Hārūn al-Rashīd, studiò dapprima col padre e poi a Baghdad, dove nel 747 s'era trasferita la famiglia.
Alcune fonti lo indicano come arabo, ma altre fonti lo indicano come persiano.
Al-Fazārī tradusse numerosi testi scientifici in arabo e farsi. Viene considerato il primo musulmano ad aver costruito un astrolabio a proposito del quale scrisse il Kitāb al‐ʿamal bi‐l‐asṭurlāb al‐musaṭṭaḥ ("Libro sull'azione dell'astrolabio piano": in arabo كتاب العمل بالأسطرلاب المسطح).
| Europei (derivati dai caratteri arabi occidentali) | 0 | 1 | 2 | 3 | 4 | 5 | 6 | 7 | 8 | 9 |
| Indo-arabi                                         | ٠ | ١ | ٢ | ٣ | ٤ | ٥ | ٦ | ٧ | ٨ | ٩ |
| Indo-arabi orientali (persiano ed urdu)            | ۰ | ۱ | ۲ | ۳ | ۴ | ۵ | ۶ | ۷ | ۸ | ۹ |
| Devanagari (Hindi)                                 | ० | १ | २ | ३ | ४ | ५ | ६ | ७ | ८ | ९ |
| Tamil                                              |   | ௧ | ௨ | ௩ | ௪ | ௫ | ௬ | ௭ | ௮ | ௯ |

Con il padre di Yaʿqūb ibn Ṭāriq e con suo figlio, aiutò a tradurre il testo astronomico indiano di Brahmagupta (floruit VII secolo), il Brāhmasphuṭasiddhānta, chiamato in arabo al-Zīj ʿalā Sinī al-ʿArab, o Zij al-Sindhind al-kabīr.

Questa traduzione fu probabilmente il veicolo attraverso il quale i numeri cardinali indiani furono trasmessi al mondo islamico, prima che in Occidente essi fossero fatti conoscere da Leonardo Fibonacci.